# Polytrichastrum pallidisetum
Polytrichastrum pallidisetum là một loài Rêu trong họ Polytrichaceae. Loài này được (Funck) G.L. Sm. miêu tả khoa học đầu tiên năm 1971.